# Liên đoàn Khoa học và Công nghệ thực phẩm Quốc tế
Liên đoàn Khoa học và Công nghệ thực phẩm  Quốc tế hay Liên đoàn Quốc tế về Khoa học và Công nghệ thực phẩm, viết tắt theo tiếng Anh là IUFoST (International Union of Food Science and Technology) là một tổ chức phi chính phủ quốc tế hoạt động trong lĩnh vực nghiên cứu Khoa học thực phẩm, và Công nghệ thực phẩm và ứng dụng của nó.
IUFoST thành lập năm 1962, là thành viên liên hiệp khoa học của Hội đồng Khoa học Quốc tế (ISC).
Chủ tịch IUFoST nhiệm kỳ 2018-2020 là Mansel Griffiths từ  Canada .

## Mục tiêu
IUFoST kết nối hơn 70 tổ chức quốc gia với hơn 300 000 nhà khoa học trong lĩnh vực Khoa học và Công nghệ thực phẩm.

## Tổ chức
Nhóm công tác của IUFoST 
| Nhóm công tác                            | Tên gốc                             |
| ---------------------------------------- | ----------------------------------- |
| Nhóm Ứng phó khẩn cấp                    | Emergency Response Group            |
| Ủy ban/Nhóm đặc nhiệm An toàn Thực phẩm  | Food Safety Committee/Task Force    |
| Ủy ban An toàn thực phẩm                 | Food Safety Panel                   |
| Ủy ban An ninh lương thực                | Food Security Committee             |
| Nhóm đặc nhiệm An ninh Thực phẩm         | Food Security Task Force            |
| Nhóm đặc nhiệm Giáo dục từ xa            | Distance Education Task Force       |
| Ủy ban Giáo dục                          | Education Committee                 |
| Diễn đàn Nghiên cứu sinh Hàn lâm         | Academy Fellows Forum               |
| Diễn đàn Các vấn đề đang nổi lên         | Emerging Issues Forum               |
| Ủy ban Thực phẩm, Y tế và An khang       | Food, Health and Wellness Committee |
| Diễn đàn Thực phẩm, Sức khỏe và An khang | Food, Health and Wellness Forum     |
| Nhóm công tác Aflatoxin                  | Aflatoxin Working Group             |

## Hoạt động
Các đại hội
| Nr. | Năm  | Địa điểm          | Địa điểm    |
| --- | ---- | ----------------- | ----------- |
| 20. | 2020 | Auckland          | New Zealand |
| 19. | 2018 | Mumbai            | Ấn Độ       |
| 18. | 2016 | Dublin            | Ireland     |
| 17. | 2014 | Montreal          | Canada      |
| 16. | 2012 | Foz do Iguassu    | Brasil      |
| 15. | 2010 | Cape Town         | Nam Phi     |
| 14. | 2008 | Shanghai          | Trung Quốc  |
| 13. | 2006 | Nantes            | Pháp        |
| 12. | 2003 | Chicago, Illinois | Hoa Kỳ      |
| 11. | 2001 | Seoul             | Hàn Quốc    |
| 10. | 1999 | Sydney            | Úc          |
| 9.  | 1995 | Budapest          | Hungary     |
| 8.  | 1991 | Toronto           | Canada      |
| 7.  | 1987 | Singapore         | Singapore   |
| 6.  | 1983 | Dublin            | Ireland     |
| 5.  | 1978 | Kyoto             | Nhật Bản    |
| 4.  | 1974 | Madrid            | Spain       |
| 3.  | 1970 | Washington, DC    | Hoa Kỳ      |
| 2.  | 1966 | Warsaw            | Ba Lan      |
| 1.  | 1962 | London            | Anh Quốc    |